# Scott Sampson
Scott Donald Sampson (Vancouver, 22 aprile 1961) è un paleontologo canadese, curatore del Museo distintosi in particolare per i suoi studi sui dinosauri teropodi carnivori Majungasaurus e Masiakasaurus e la sua vasta ricerca su fossili del tardo periodo Cretaceo, in particolare in Madagascar, ma anche in Zimbabwe, Sudafrica, Stati Uniti e Canada.

## Biografia

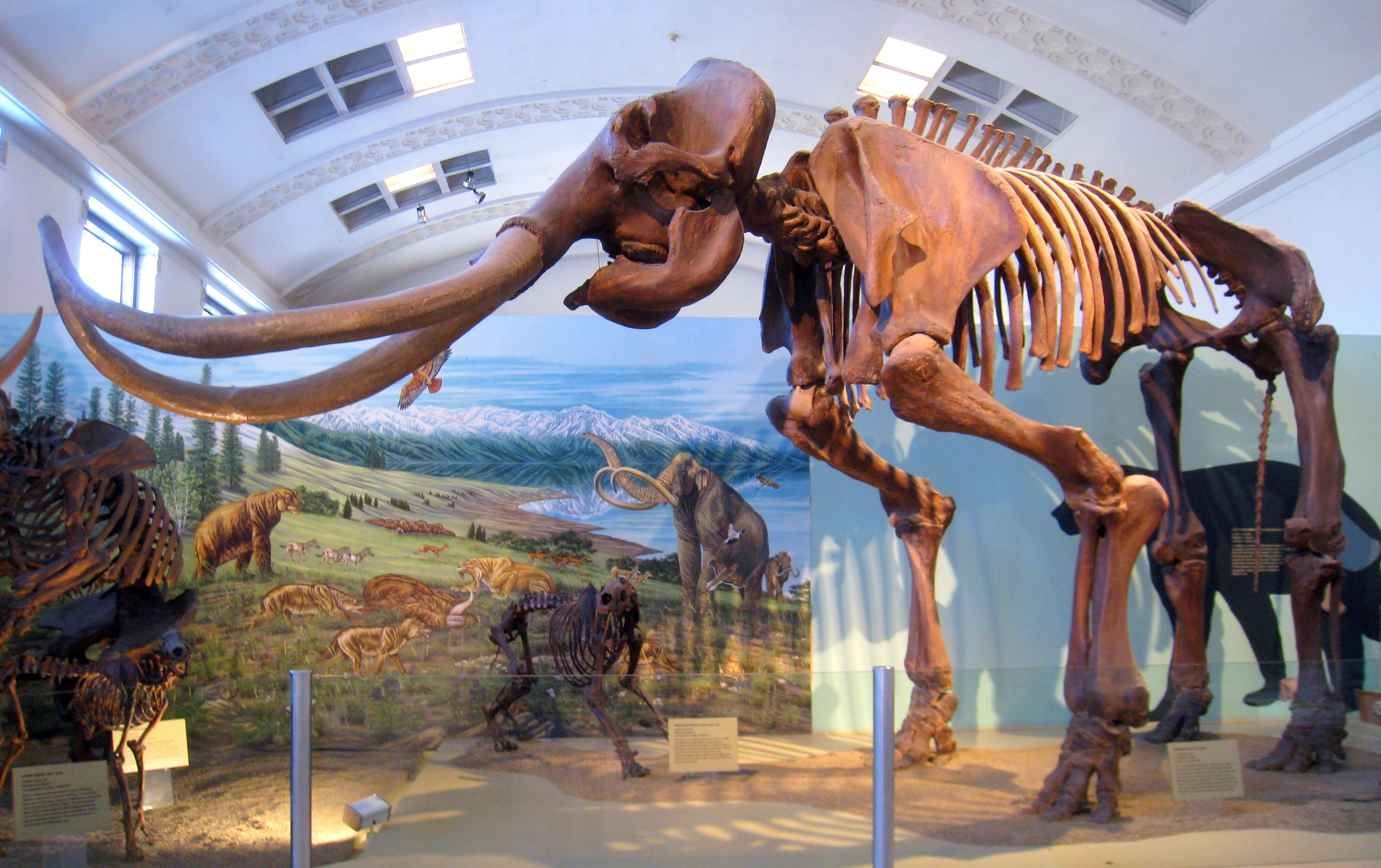
Museo di storia naturale, Salt Lake City, Utah, USA.

Sampson ottenne la laurea all'Università di Toronto nel 1993, ed ottenne il dottorato di ricerca in zoologia presso la stessa università. Lavorò poi per un anno presso l'American Museum of Natural History di New York e per cinque anni come professore di anatomia presso la New York College of Osteopathic Medicine, a Long Island. Nel 1999 accettò l'incarico di professore assistente al Dipartimento di Geologia e Geofisica e curatore paleontologo presso il Museo di Storia naturale dello Utah. Nel febbraio 2013, Sampson divenne vicepresidente al Denver Museum of Nature and Science.

## Curiosità

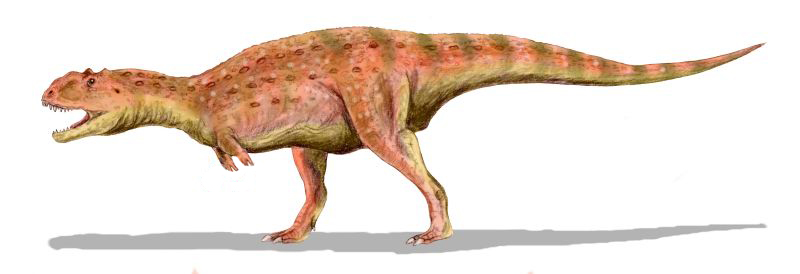
Majungasaurus crenatissimus, oggetto degli studi di Sampson

I suoi dinosauri preferiti sono lo stegosauro e lo stiracosauro.

## Opere
- Sampson, S. D. 1995. Two new horned dinosaurs from the Upper Cretaceous Two Medicine Formation of Montana; with a phylogenetic analysis of the Centrosaurinae (Ornithischia: Ceratopsidae). Journal of Vertebrate Paleontology, 15(4): 743–760.
- S. D. Sampson, Horns, herds, and hierarchies, in Natural History, vol. 104, n. 6, 1995,  pp. 36–40.
- C. A. Forster, L. M. Chiappe, D. W. Krause e S. D. Sampson, The first Cretaceous bird from Madagascar (PDF), in Nature, vol. 382, n. 6591, 1996,  pp. 532–534, DOI:10.1038/382532a0.
- S. D. Sampson, D. W. Krause, P. Dodson e C. A. Forster, The premaxilla of Majungasaurus (Dinosauria: Theropoda), with implications for Gondwanan paleobiogeography, in Journal of Vertebrate Paleontology, vol. 16, n. 4, 1996,  pp. 601–605, DOI:10.1080/02724634.1996.10011350, JSTOR 4523759.
- S. D. Sampson, M. J. Ryan e D. H. Tanke, Craniofacial ontogeny in centrosaurine dinosaurs (Ornithischia: Ceratopsidae): taxonomic and behavioral implications, in Zoological Journal of the Linnean Society, vol. 121, n. 3, 1997,  pp. 293–337, DOI:10.1111/j.1096-3642.1997.tb00340.x.
- S. D. Sampson, L. M. Witmer, C. A. Forster, D. W. Krause, P. M. O'Connor, P. Dodson e F. Ravoavy, Predatory dinosaur remains from Madagascar: implications for the Cretaceous biogeography of Gondwana (PDF), in Science, vol. 280, n. 5366, 1998,  pp. 1048–1051, DOI:10.1126/science.280.5366.1048, PMID 9582112.
- C. A. Forster, S. D. Sampson, L. M. Chiappe e D. W. Krause, The theropod ancestry of birds: new evidence from the Late Cretaceous of Madagascar (PDF), in Science, vol. 279, n. 5358, 1998,  pp. 1915–1919, DOI:10.1126/science.279.5358.1915, PMID 9506938.
- L. M. Witmer, S. D. Sampson e N. Solounias, The proboscis of tapirs (Mammalia: Perissodactyla): a case study in novel narial anatomy (PDF), in Journal of Zoology, vol. 249, n. 3, 1999,  pp. 249–267, DOI:10.1111/j.1469-7998.1999.tb00763.x.
- S. D. Sampson, Sex and destiny: the role of mating signals in speciation and macroevolution, in Historical Biology, vol. 13, 2–3, 1999,  pp. 173–197, DOI:10.1080/08912969909386580.
- S. D. Sampson, M. T. Carrano e C. A. Forster, A bizarre predatory dinosaur from the Late Cretaceous of Madagascar, in Nature, vol. 409, n. 6819, 2001,  pp. 504–506, DOI:10.1038/35054046, PMID 11206544.
- M. T. Carrano, S. D. Sampson e C. A. Forster, [0510:TOOMKA2.0.CO;2 The osteology of Masiakasaurus knopfleri, a small abelisauroid (Dinosauria: Theropoda) from the Late Cretaceous of Madagascar], in Journal of Vertebrate Paleontology, vol. 22, n. 3, 2002,  pp. 510–534, DOI:10.1671/0272-4634(2002)022[0510:TOOMKA]2.0.CO;2.
- D. W. Krause, P. M. O'Connor, K. C. Rogers, S. D. Sampson, G. A. Buckley e R. R. Rogers, Late Cretaceous terrestrial vertebrates from Madagascar: implications for Latin American biogeography (PDF), in Annals of the Missouri Botanical Garden, vol. 93, n. 2, 2006,  pp. 178–208, DOI:10.3417/0026-6493(2006)93[178:LCTVFM]2.0.CO;2.
- M. T. Carrano e S. D. Sampson, The phylogeny of Ceratosauria (Dinosauria: Theropoda) (PDF), in Journal of Systematic Palaeontology, vol. 6, n. 2, 2008,  pp. 183–236, DOI:10.1017/S1477201907002246.
- S. D. Sampson, M. A. Loewen, A. A. Farke, E. M. Roberts, C. A. Forster, J. A. Smith, A. L. Titus e Anna Stepanova, New Horned Dinosaurs from Utah Provide Evidence for Intracontinental Dinosaur Endemism, in Anna Stepanova (a cura di), PLoS ONE, vol. 5, n. 9, 2010,  pp. e12292, DOI:10.1371/journal.pone.0012292, PMC 2929175, PMID 20877459.